# Voorsteng
De voorsteng of voormarssteng is een term uit de klassieke zeilvaart. De steng is een verlenging van de mast.
De voorsteng wordt gehesen in de voorste mast, de fokkemast. Voor het hijsen en zetten van de voorsteng wordt gebruikgemaakt van de voorstengestag en het voorstengewant.